# Tiro nos Jogos Paralímpicos de Verão de 2012 - Carabina três posições 50 m masculino SH1
A prova de carabina três posições 50 metros masculino na classe SH1 do tiro nos Jogos Paralímpicos de Verão de 2012 foi disputada no dia 5 de setembro no The Royal Artillery Barracks, em Londres.

## Medalhistas
| Ouro   | SWE Jonas Jacobsson |
| Prata  | ISR Doron Shaziri   |
| Bronze | CHN Dong Chao       |

## Resultados

### Fase de qualificação
| Pos. | Atleta                      | Deitado | Em pé | Ajoelhado | Total | Notas |
| ---- | --------------------------- | ------- | ----- | --------- | ----- | ----- |
| 1    | ISR Doron Shaziri           | 392     | 380   | 385       | 1157  | Q     |
| 2    | SWE Jonas Jacobsson         | 380     | 384   | 391       | 1155  | Q     |
| 3    | CHN Dong Chao               | 388     | 380   | 384       | 1152  | Q     |
| 4    | KOR Shim Young-Jip          | 385     | 385   | 378       | 1148  | Q     |
| 5    | KOR Sim Jae-Yong            | 383     | 374   | 379       | 1136  | Q     |
| 6    | UAE Abdulla Sultan Alaryani | 383     | 380   | 371       | 1134  | Q     |
| 7    | FRA Cédric Fèvre            | 392     | 362   | 379       | 1133  | Q     |
| 8    | UAE Obaid Aldahmani         | 387     | 370   | 375       | 1132  | Q     |
| 9    | SVK Radoslav Malenovský     | 390     | 356   | 383       | 1129  |       |
| 10   | AUS Ashley Phillip Adams    | 385     | 369   | 373       | 1127  |       |
| 11   | SLO Franc Pinter            | 380     | 370   | 377       | 1127  |       |
| 12   | CHN Gou Dingchao            | 379     | 375   | 372       | 1126  |       |
| 13   | GER Josef Neumaier          | 378     | 362   | 384       | 1124  |       |
| 14   | UKR Andrii Doroshenko       | 384     | 374   | 364       | 1122  |       |
| 15   | BRA Carlos Garletti         | 388     | 361   | 373       | 1122  |       |
| 16   | GER Norbert Gau             | 364     | 368   | 383       | 1115  |       |
| 17   | IRL Sean Baldwin            | 385     | 352   | 375       | 1112  |       |
| 18   | ITA Jacopo Cappelli         | 379     | 365   | 367       | 1111  |       |
| 19   | IND Naresh Kumar Sharma     | 380     | 361   | 368       | 1109  |       |
| 20   | SRB Laslo Suranji           | 366     | 372   | 371       | 1109  |       |
| 21   | UKR Iurii Stoiev            | 375     | 365   | 363       | 1103  |       |
| 22   | ESP Miquel Orobitg Guitart  | 382     | 353   | 367       | 1102  |       |
| 23   | THA Phiraphong Buengbok     | 379     | 353   | 367       | 1099  |       |
| 24   | TPE Liu Wen-chang           | 367     | 359   | 372       | 1098  |       |
| 25   | GER Jan Schaub              | 392     | 330   | 373       | 1095  |       |
| 26   | SVK Jozef Široký            | 380     | 355   | 348       | 1083  |       |

### Fase final
| Pos.   | Atleta                      | Qual. | 1    | 2    | 3    | 4    | 5    | 6    | 7    | 8    | 9    | 10   | Final | Total  |
| ------ | --------------------------- | ----- | ---- | ---- | ---- | ---- | ---- | ---- | ---- | ---- | ---- | ---- | ----- | ------ |
| Ouro   | SWE Jonas Jacobsson         | 1155  | 9.5  | 9.7  | 10.3 | 10.3 | 10.1 | 10.5 | 10.3 | 10.1 | 10.1 | 10.0 | 100.9 | 1255.9 |
| Prata  | ISR Doron Shaziri           | 1157  | 10.0 | 9.7  | 10.4 | 10.6 | 9.3  | 9.8  | 8.6  | 9.5  | 10.3 | 7.2  | 95.4  | 1252.4 |
| Bronze | CHN Dong Chao               | 1152  | 9.3  | 10.6 | 9.2  | 10.4 | 10.2 | 9.5  | 10.0 | 10.2 | 10.7 | 9.4  | 99.5  | 1251.5 |
| 4      | KOR Shim Young-Jip          | 1148  | 10.4 | 8.9  | 10.1 | 9.9  | 10.3 | 9.5  | 8.9  | 9.2  | 10.1 | 10.4 | 97.7  | 1245.7 |
| 5      | KOR Sim Jae-Yong            | 1136  | 9.6  | 10.4 | 10.1 | 9.8  | 9.9  | 9.5  | 10.3 | 10.8 | 9.3  | 10.2 | 99.9  | 1235.9 |
| 6      | UAE Abdulla Sultan Alaryani | 1134  | 10.1 | 10.1 | 10.0 | 7.8  | 8.8  | 9.8  | 9.0  | 10.2 | 10.7 | 9.2  | 95.7  | 1229.7 |
| 7      | FRA Cédric Fèvre            | 1133  | 9.1  | 8.5  | 10.3 | 9.3  | 9.3  | 8.6  | 9.1  | 10.7 | 9.5  | 9.3  | 93.7  | 1226.7 |
| 8      | UAE Obaid Aldahmani         | 1132  | 10.2 | 8.4  | 9.2  | 10.0 | 8.9  | 9.6  | 9.9  | 9.1  | 8.9  | 9.2  | 93.4  | 1225.4 |

Legenda
| Recorde mundial      | Recorde mundial (World record)               |                       | Recorde africano                      | Recorde africano (African) |                                           | Q | Classificado por posição (Qualified) |
| Recorde paralímpico  | Recorde paralímpico (Paralympic record)      | Recorde da América    | Recorde da América (Americas)         | q                          | Classificado por melhor tempo (Qualified) |   |                                      |
| Melhor marca do ano  | Melhor marca do ano (World leading)          | Recorde asiático      | Recorde asiático (Asian)              | DNS                        | Não largou (Did not start)                |   |                                      |
| Recorde nacional     | Recorde nacional (National record)           | Recorde europeu       | Recorde europeu (European)            | DNF                        | Não terminou (Did not finish)             |   |                                      |
| Recorde pessoal      | Recorde pessoal do atleta (Personal best)    | Recorde da Oceania    | Recorde da Oceania (Oceania)          | DSQ / DQ                   | Desclassificado (Disqualified)            |   |                                      |
| Recorde da temporada | Recorde da temporada do atleta (Season best) | Recorde sul-americano | Recorde sul-americano (South America) | NM                         | Sem marca (No mark)                       |   |                                      |